# Alien Love Secrets
Alien Love Secrets är ett album av Steve Vai, utgivet i mars 1995 på Epic Records.

## Låtlista
1. "Bad Horsie" - 5:51
2. "Juice" - 3:44
3. "Die to Live" - 3:53
4. "The Boy from Seattle" - 5:04
5. "Ya-Yo Gakk" - 2:52
6. "Kill the Guy With the Ball/The God Eaters" - 7:02
7. "Tender Surrender" - 5:03